# David W. Rintels
David W. Rintels (* 25. Juni 1939 in Boston, Massachusetts, Pseudonym: Pat Riddle) ist ein US-amerikanischer Dramatiker, Drehbuchautor und Fernsehproduzent.

## Leben
Rintels studierte an der Harvard University amerikanische Geschichte. Von 1959 bis 1961 arbeitete er als Journalist für den Boston Herald, den Radiosender WVOX-Radio Rochelle in New York sowie für die NBC.
Seit 1960 schreibt er Drehbücher für Serien und Fernsehfilme. Sein Einpersonenstück Clarence Darrow über den Rechtsanwalt und Bürgerrechtler Clarence Darrow wurde unter dem Titel Im Zweifel für den Angeklagten auch auf deutschsprachigen Bühnen gespielt.

## Filmografie
sofern nicht anders angegeben als Autor:
- 1963/64: Preston & Preston (Serie, 2 Folgen)
- 1965: Slattery’s People (Serie, eine Folge)
- 1966: Preview Tonight (Serie, eine Folge)
- 1967: Wettlauf mit dem Tod (Serie, eine Folge)
- 1967/68: Invasion von der Wega (Serie, 2 Folgen als Autor, 26 Folgen als associate producer)
- 1970: Die jungen Anwälte (Serie, eine Folge)
- 1965–70: FBI (Serie, 5 Folgen)
- 1970: The Bold Ones: The Senator (Serie, eine Doppelfolge)
- 1973: Scorpio, der Killer (Film)
- 1974: Clarence Darrow (Fernsehfilm, Adaption seines gleichnamigen Theaterstücks)
- 1975: Die schwarze Liste (Fernsehfilm)
- 1976: Die Quellen der Mafia (Miniserie, 5 Folgen)
- 1977: Washington: Hinter verschlossenen Türen (Miniserie, 6 Folgen, Autor und supervising producer)
- 1980: Gideons Paukenschlag (Fernsehfilm, Autor und Produzent)
- 1980: The Oldest Living Graduate (Fernsehfilm, executive producer)
- 1981: All the Way Home (Fernsehfilm, executive producer)
- 1982: The Member of the Wedding (Fernsehfilm, executive producer)
- 1983: Choices of the Heart (Fernsehfilm, Produzent)
- 1984: Sacharow (Fernsehfilm)
- 1984: Mister Roberts (Fernsehfilm, executive producer)
- 1985: Protokoll einer Hinrichtung (Fernsehfilm, Produzent)
- 1989: Die Bombe (Fernsehfilm, Autor und Produzent)
- 1990: Das Leben ist schön (Fernsehfilm, Autor und Produzent)
- 1991: Nicht ohne meine Tochter (Film)
- 1994: World War II: When Lions Roared (Fernsehfilm, Autor und Produzent)
- 1995: My Antonia (Fernsehfilm, executive producer)
- 1996: Andersonville (Miniserie, Autor und Produzent)
- 1997: The Member of the Wedding (Fernsehfilm, Autor und Produzent)
- 2000: Nürnberg – Im Namen der Menschlichkeit (Fernseh-Zweiteiler)
- 2002: A Season on the Brink (Fernsehfilm, Autor und Ko-Produzent)

## Ehrungen
- 1971: Writers Guild of America Award in der Kategorie „Dramaserie“ für die Doppelfolge A Continual Roar of Musketry der Serie The Bold Ones: The Senator
- 1975: Emmy Award in der Kategorie „Adaptiertes Drehbuch für einen Fernsehfilm (Drama oder Komödie)“ für die Fernsehfassung von Im Zweifel für den Angeklagten
- 1976: Emmy Award in der Kategorie „Adaptiertes Drehbuch für einen Fernsehfilm (Drama oder Komödie)“ für Die Schwarze Liste
- 1980: Valentine Davies Award der Writers Guild of America
- 1985: CableACE Award in der Kategorie „Bester Film oder Miniserie“ für Sacharow
- 1989: Emmy Award in der Kategorie „Bester Fernsehfilm“ für Die Bombe
- 1995: PGA Award für World War II: When Lions Roared
- 1997: Laurel Award for TV Writing Achievement der Writers Guild of America
- 2001: PEN Center USA West Literary Award für Nürnberg – Im Namen der Menschlichkeit
- 2003: Morgan Cox Award der Writers Guild of America